# Johann Gottfried Eichhorn
Pour les articles homonymes, voir Eichorn.
Johann Gottfried Eichhorn (16 octobre 1752, Dörrenzimmern (Hohenlohe-Oehringen) - 25 juin 1827, Gœttingue), est un théologien et historien allemand.

## Biographie
Il est successivement professeur de littérature orientale à Iéna (1775), conseiller d'État à Weimar (1783), professeur de philosophie à Gœttingue (1788). Il est nommé directeur de la Société des sciences de Gœttingue en 1813, enfin conseiller privé du royaume de Hanovre en 1819. On le range au nombre des rationalistes chrétiens.
Il est le père de Karl Friedrich Eichhorn.

## Principaux ouvrages
- De antiquis historiæ Arabum monumentis, 1775 ;
- Histoire du commerce des Indes orientales avant Mahomet, 1775 ;
- Introduction à l’Ancien Testament, 1780-1783 ;
- Introduction au Nouveau Testament, 1804-1814 ;
- Bibliothèque de littérature biblique, 1787-1801, 10 volumes in-8 ;
- Histoire de la littérature depuis son origine jusqu'à nos jours, 1805-1810, inachevé ;
- Histoire des trois derniers siècles, 1817-1818 ;
- Histoire des Guelfes, 1817 ;
- Histoire universelle, 1818-1820.